# Oleksandrivka, Novotroiițke
Oleksandrivka (în ucraineană Олександрівка) este localitatea de reședință a comunei Oleksandrivka din raionul Novotroiițke, regiunea Herson, Ucraina.

## Demografie
Componența lingvistică a localității Oleksandrivka
     Ucraineană (94,15%)
     Rusă (4,73%)
     Alte limbi (0,6%)
Conform recensământului din 2001, majoritatea populației localității Oleksandrivka era vorbitoare de ucraineană (94,15%), existând în minoritate și vorbitori de rusă (4,73%).